# Dinner Date
Dinner Date is een indie-computerspel ontwikkeld door computerspelontwikkelaar Jeroen D. Stout en op 17 november 2010 uitgebracht voor pc. Het spel wordt gepresenteerd als een portret van een personage genaamd Julian. Het bevat beperkte interactie-elementen, wat het meer doet lijken op een "interactieve ervaring" in plaats van een traditioneel computerspel.

## Spelverloop
In Dinner Date speelt de speler als het onderbewustzijn van Julian en is er geen directe controle over zijn acties. De interactie is beperkt tot kleine handeling terwijl de speler zijn gedachten beluistert. De speler kan door middel van icoontjes op het scherm kleine handelingen initiëren, zoals op de klok kijken, met de vingers op tafel tikken, of naar de deur kijken. De speler kan Julian niet dwingen om bepaalde handelingen te verrichten of zijn gedachten beïnvloeden. De gameplay richt zich op het "in het moment zijn" en het samen met Julian beleven van de ervaring van wachten; de handelingen van de speler hebben daarom geen invloed op het verloop van het verhaal. Het spel heeft een korte speelduur van ongeveer 25 minuten.

## Verhaal
Het verhaal van Dinner Date speelt zich af in de keuken van Julian Luxemburg, een man die wacht op zijn afspraakje. De speler krijgt geen zicht op wat er buiten de keuken gebeurt, maar door middel van Julian's gedachten wordt een beeld geschetst van zijn leven en omgeving.
Naarmate de tijd verstrijkt en zijn date niet komt opdagen, deelt Julian zijn innerlijke monoloog met de speler. Deze monoloog bevat zowel alledaagse overpeinzingen als diepere reflecties. Julian is ontevreden over zijn werk, waar hij zijn collega's onaangenaam vindt en twijfelt aan zijn eigen capaciteiten. Deze frustraties komen herhaaldelijk naar voren wanneer hij afleiding probeert te zoeken van de ongemakkelijke situatie waarin hij zich bevindt. Op het gebied van relaties verlangt Julian naar liefde en gezelschap, maar zijn onzekerheid over zichzelf en zijn aantrekkingskracht op vrouwen is duidelijk aanwezig. Hij maakt zich zorgen over hoe hij op zijn date overkomt en of zij hem wel leuk zal vinden. Hij verwijst zelfs kort naar een boek over pick-up artists.
Julian's zelfbeeld wordt gedurende het spel steeds duidelijker. Hij worstelt met zijn identiteit en voelt zich verloren in de moderne wereld, zoekend naar troost in de kunst en literatuur van de 19e eeuw, met name in het werk van Lord Byron. Julian voelt zich onbegrepen en heeft het gevoel dat hij niemand heeft om zijn passies mee te delen. De afwezigheid van de date dient niet alleen als plotmiddel, maar fungeert als katalysator voor Julian's introspectie en onthult zijn ware aard. Hij wordt geconfronteerd met zijn eenzaamheid en zijn onvermogen om betekenisvolle relaties aan te gaan. Het verhaal van Dinner Date draait niet zozeer om een mislukte afspraak, maar eerder om de innerlijke wereld van een man die worstelt met zichzelf en zijn plaats in de wereld.

## Ontwikkeling
Dinner Date werd ontwikkeld en geschreven door Jeroen D. Stout, de oprichter van Stout Games. Hoewel Stout eerder verschillende computerspelprototypes had ontwikkeld, markeerde Dinner Date zijn debuut als Stout Games. Stout putte inspiratie uit spellen zoals The Graveyard en Dear Esther. Vooral The Graveyard bleek een keerpunt voor hem, omdat het hem toonde dat computerspellen niet gebonden hoeven te zijn aan traditionele conventies. Dit leidde tot het idee om een prototype te maken van een spel waarin twee mensen met elkaar in gesprek zijn, met optionele invloeden van de speler. Hoewel dit prototype niet geschikt was voor publicatie, bevestigde het Stout dat hij in staat was spellen te maken die hij zelf graag zou spelen.
Met Dinner Date wilde Stout een realistisch, ontroerend en intellectueel stimulerend verhaal creëren. In plaats van de gebruikelijke actiehelden, richtte hij zich op de alledaagse ervaring van onzekerheid, met het personage Julian als centraal punt. Hij experimenteerde met nieuwe interactievormen door de speler slechts subtiele invloed te geven in plaats van volledige controle. Daarnaast integreerde Stout elementen van literatuur en theater in het spel, met als doel te laten zien dat computerspellen meer kunnen zijn dan alleen entertainment.

## Uitgave
Het spel werd vanaf 3 november 2010 via de website van Stout Games aangeboden als pre-order voor $9,95. De officiële release volgde op 17 november 2010, waarbij het spel te koop was voor $12,95. Daarnaast was er een speciale aanbieding, de "Dinner for Two", waarbij twee exemplaren verkrijgbaar waren voor $19,25. Op 1 maart 2011 verscheen het spel vervolgens ook op het platform Steam.

## Ontvangst
Dinner Date ontving gemengde reacties. Enerzijds werd het spel geprezen om zijn originaliteit en het realistische, alledaagse thema. Critici waardeerden de sterke karakterstudie van Julian, evenals de realistische stemacteerprestaties en monologen. De unieke ervaring van het besturen van Julians onderbewustzijn werd als intrigerend ervaren, en het spel kreeg lof voor zijn visuele stijl en soundtrack.
Anderzijds was er kritiek op de beperkte speelduur en het lineaire verloop zonder keuzevrijheid of meerdere eindes. Critici vonden de vraagprijs relatief hoog voor de ervaring die het spel biedt. Sommige spelers ervoeren het spel als saai en onvoldoende uitdagend, terwijl anderen het beschouwden als een vernieuwend voorbeeld dat de grenzen van het medium verkent en het als interactieve kunst beschouwen.

### Erkenning
Dinner Date werd genomineerd voor een IGF Award in de Nuovo-categorie, een prijs voor vernieuwende games, tijdens het Independent Game Festival in San Francisco in 2011. De game werd geprezen door de jury om zijn originaliteit en de manier waarop het de grenzen van gamedesign verkent.